# (283) Emma
(283) Emma ist ein Asteroid des äußeren Asteroiden-Hauptgürtels. Mit einem Durchmesser von 132 km gehört sie zu den größeren Asteroiden des Hauptgürtels und sie hat einen Mond mit der Bezeichnung S/2003 (283) 1.

## Entdeckung und Benennung
Emma wurde am 8. Februar 1889 vom französischen Astronomen Auguste Honoré Pierre Charlois am Observatoire de Nice in Nizza (Frankreich) entdeckt. Die Namensherkunft ist unklar.
Insgesamt wurde der Asteroid durch mehrere erdbasierte Teleskope beobachtet, insgesamt bisher 2265 Mal innerhalb von 123 Jahren. (Stand Sept. 2017)

## Bahneigenschaften

### Umlaufbahn
Emma umkreist die Sonne auf einer prograden, elliptischen Umlaufbahn zwischen 389.850.000 km (2,61 AE) und 523.180.000 km (3,50 AE) Abstand zu deren Zentrum. Die Bahnexzentrizität beträgt 0,146, die Bahn ist um 7,98° gegenüber der Ekliptik geneigt. Ihre Bahn liegt demnach im äußeren Asteroidengürtel.
Die Umlaufzeit von Emma beträgt 5,33 Jahre.

### Rotation
Emma rotiert in 6 Stunden, 53 Minuten 17 Sekunden einmal um ihre Achse. Daraus ergibt sich, dass der Asteroid in einem Emma-Jahr 6.784,5 Eigendrehungen („Tage“) vollführt.

## Emma-Familie
(283) Emma ist die Namensgeberin einer Asteroidenfamilie mit ähnlichen Bahnelementen und einer überwiegend ähnlichen mineralogischen Zusammensetzung.

## Physikalische Eigenschaften

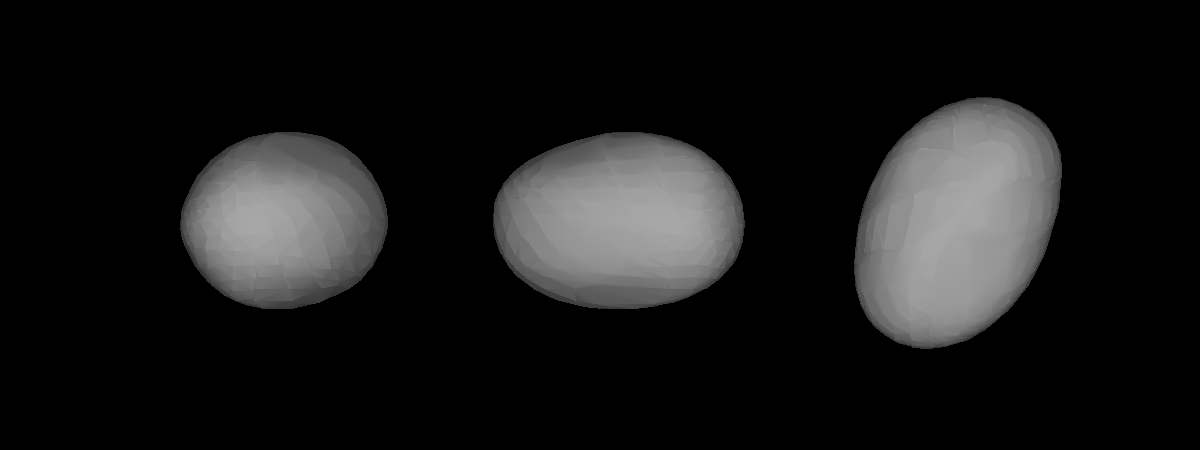
Emma im 3D–Modell

### Größe
Die bisherigen Beobachtungen weisen auf einen unregelmäßig geformten Körper hin; die genaueste Durchmesserbestimmung (Geometrisches Mittel) liegt bei 132,385 km. Die genauen Dimensionen sind gegenwärtig noch unklar.
Ausgehend von einem mittleren Durchmesser von 132,4 km ergibt sich eine Oberfläche von etwa 55.000 km2, was knapp unter der Fläche Kroatiens liegt.
Bestimmungen des Durchmessers für Emma
| Jahr | Abmessungen km  | Quelle                |
| ---- | --------------- | --------------------- |
| 200? | 145,70 ± 5,89   | IRAS                  |
| 2002 | 148,06 ± 4,60   | Tedesco (IRAS) et al. |
| 200? | 145,44 ± 7,72   | (Spitzer)             |
| 2008 | 160 ± 10        | Marchis et al.        |
| 2011 | 134,70 ± 2,35   | Masiero et al.        |
| 2012 | 148,00 ± 16,26  | Ryan (Spitzer) et al. |
| 2014 | 132,385 ± 0,258 | Masiero et al.        |

Die präziseste/aktuelle Bestimmung ist fett markiert.

### Innerer Aufbau
Emma gehört zu den X-Typ-Asteroiden (nach anderen Einordnungen: P) und besitzt daher eine sehr dunkle, kohlenstoffreiche Oberfläche mit einer Albedo von 0,032; sie besteht womöglich aus primitiven kohlenstoffhaltigen Chondriten. Die Dichte beträgt 0,8 g/cm3 – niedriger als die Dichte von Wasser – was ein Hinweis darauf sein könnte, dass es sich nicht um einen kompakten Körper handelt, sondern eher um ein Rubble Pile, eine Ansammlung von Staub und Gesteinen, die von Hohlräumen durchsetzt ist.
Die Masse ließ sich bislang auf 3,8 ∙ 1018 berechnen. Die mittlere Oberflächentemperatur beträgt 184 K (−89 °C).

## Mond
Am 14. Juli 2003 entdeckte ein Astronomenteam des Mauna-Kea-Observatoriums mit Hilfe des Keck II Teleskops einen Mond Emmas, der die vorläufige Bezeichnung S/2003 (283) 1 erhielt. Der Begleiter wurde zwei Tage später von Mitarbeitern des ESO Very Large Telescopes bestätigt. Der Mond hat einen Durchmesser von 9 Kilometern und umläuft Emma in 3,35 Tagen in einem Abstand von 581 km.
Das Emma-System in der Übersicht:
| Komponenten             | Physikalische Parameter | Physikalische Parameter | Physikalische Parameter | Bahnparameter        | Bahnparameter  | Bahnparameter | Bahnparameter            | Entdeckung       |
| Name                    | Durchmesser (km)        | Relativgröße (%)        | Masse (kg)              | Große Halbachse (km) | Umlaufzeit (d) | Exzentrizität | Inklination zur Ekliptik | Datum Entdeckung |
| ----------------------- | ----------------------- | ----------------------- | ----------------------- | -------------------- | -------------- | ------------- | ------------------------ | ---------------- |
| (283) Emma              | 132,4                   | 100,00                  | 3,8 · 1018              | —                    | —              | —             | —                        | 8. Februar 1889  |
| S/2003 (283) 1 (Emma I) | 9,0                     | 6,8                     | ?                       | 581                  | 3,353          | 0,12          | 94,2°                    | 14. Juli 2003    |